# Domingo de Santo Tomás
Fra Domingo de Santo Tomás (1499 - 28 febrer de 1570) fou un gramàtic i dominic espanyol que va compilar la primera gramàtica del quítxua.
Va néixer a Sevilla. Va arribar al Perú en 1540 i va fundar el convent i la ciutat de Yungay el 4 d'agost de 1540. Als efectes d'evangelització, va aprendre el quítxua parlat al llarg de la costa prop de Lima. En 1545, va ser elegit prior del Convento del Santísimo Rosario a Lima. En 1549 va fer crear la "Tasa" de Lima, amb Fra Jerónimo de Loayza i Fra Tomás de San Martín. El 1560 va publicar la seva Grammatica o arte de la lengua general de los indios de los Reynos del Perú a Valladolid, el primer llibre imprès en quítxua. El mateix any va aparèixer el seu Lexicon, o Vocabulario de la lengua general del PERV.
El dialecte costaner de quítxua era significativament diferent del de Cusco, que va ser descrit per Diego González Holguín al segle xvii.
Sant Tomàs va morir a La Plata, Bolívia.

## Obres
- Grammatica o Arte de la lengua general de los Indios de los Reynos del Peru (Valladolid, 1560.
- Lexicon o Vocabulario de la lengua general del PERV (1560).
- Plática para todos los Indios (1560)